# Gerardo Olivares
Pour les articles homonymes, voir Olivares.
Gerardo Olivares (né en 1964 à Cordoue, en Andalousie) est un réalisateur et scénariste espagnol.

## Filmographie partielle
- 2005 : Caravana (documentaire)
- 2006 : La Grande Finale (La gran final, une docufiction)
- 2007 : 14 Kilomètres (14 kilómetros)
- 2010 : L'Enfant loup (Entrelobos)
- 2015 : L'Aigle et l'Enfant (Hermanos del viento, littéralement Les Frères du vent[note 1], avec Jean Reno, sortie en salles en République Tchèque et en Slovaquie le 24 décembre 2015, et en d'autres pays en 2016, dont la France, le 6 juillet 2016. En Espagne le film est sorti le 23 juin 2017[1])
- 2016 : El faro de las orcas (littéralement Le Phare des orques, film sorti en salles en Espagne le 16 décembre 2016[2])